# Pustoryl mnohokvětý
Pustoryl mnohokvětý (Philadelphus × polyanthus) je opadavý keř z čeledi hortenziovité. Vznikl v kultuře zkřížením pustorylu Lemoinova s pustorylem význačným a pěstuje se v několika kultivarech jako okrasný keř. Vyznačuje se drobnějšími listy i květy. Květy mají chlupatý semeník a korunní lístky uspořádané do kříže. Je uváděn i z českých botanických zahrad.

## Popis
Pustoryl mnohokvětý je opadavý vzpřímený keř. Borka je kaštanově hnědá, v pozdějším věku odlupčivá. Letorosty jsou řídce chlupaté. Listy jsou vejčité, 3,5 až 5 cm dlouhé a 1,5 až 2,5 cm široké, na bázi zaokrouhlené nebo tupé, na vrcholu zašpičatělé, celokrajné nebo na okraji s 1 až 3 zuby na každé straně. Na líci jsou lysé, na rubu řídce chlupaté. Květy jsou asi 3 cm široké, uspořádané po 3 nebo 5 ve vrcholících či chocholících. Stopky spodních květů jsou prodloužené a někdy i větvené. Kalich a češule jsou stejnoměrně chlupaté. Korunní lístky jsou do kříže, asi 1,5 cm dlouhé a 1 cm široké.

## Původ
Tento pustoryl byl vyšlechtěn Lemoinem, a to zkřížením dvou hybridů: pustorylu Lemoinova (Philadelphus × lemoinei) a pustorylu význačného (P.  × insignis). Výsledný kultivar dostal jméno 'Gerbe de Neige', později byl zvolen za typ tohoto hybridu a toto kultivarové jméno se již dále nepoužívalo.

## Kultivary
- Philadelphus × polyanthus 'Atlas' (1923)
- Philadelphus × polyanthus 'Boule d'Argent' (1893)
- Philadelphus × polyanthus 'Favorite' (1916)
- Philadelphus × polyanthus 'Mont Blanc' (1896)
- Philadelphus × polyanthus 'Norma' (1910)
- Philadelphus × polyanthus 'Pavillon Blanc' (1895)
- Philadelphus × polyanthus 'Van Houttei' (1934)[1][3]

## Rozlišovací znaky
Druh je charakterizován chlupatým semeníkem (češulí) a květy ve vrcholících.

## Význam
Pustoryl mnohokvětý je pěstován jako okrasný keř. Je uváděn v různých kultivarech i z českých botanických zahrad.